# خط عرض 83° شمال
خط عرض 83° شمال هي إحدى دوائر العرض الجغرافية، وهي دوائر وهمية تحيط بالكرة الأرضية، وموازية لخط الاستواء، وتتميز هذه الدائرة بأن الأراضي الواقعة عليها تنتمي للمنطقة القطبية.

## حول العالم
خط عرض 83° شمال يبدأ من خط الزوال الأولي ويتجه شرقا ويمر عبر:
| الإحداثيات                         | البلد أو الإقليم أو البحر | ملاحظات                 |
| ---------------------------------- | ------------------------- | ----------------------- |
| 83°0′N 0°0′E / 83.000°N 0.000°E    | المحيط المتجمد الشمالي    |                         |
| 83°0′N 77°25′W / 83.000°N 77.417°W | كندا                      | نونافوت - جزيرة إليسمير |
| 83°0′N 68°18′W / 83.000°N 68.300°W | بحر لنكولن                |                         |
| 83°0′N 46°39′W / 83.000°N 46.650°W | جرينلاند                  | Sverdrup Island         |
| 83°0′N 46°13′W / 83.000°N 46.217°W | Mascart Sound             |                         |
| 83°0′N 43°45′W / 83.000°N 43.750°W | جرينلاند                  | Nansen Land             |
| 83°0′N 41°33′W / 83.000°N 41.550°W | Thomas Thomsen Fjord      |                         |
| 83°0′N 41°19′W / 83.000°N 41.317°W | جرينلاند                  | West Jensen Island      |
| 83°0′N 40°38′W / 83.000°N 40.633°W | Adolf Jensen Fjord        |                         |
| 83°0′N 46°45′W / 83.000°N 46.750°W | جرينلاند                  | East Jensen Island      |
| 83°0′N 39°43′W / 83.000°N 39.717°W | De Long Fjord             |                         |
| 83°0′N 36°47′W / 83.000°N 36.783°W | جرينلاند                  | Amundsen Land           |
| 83°0′N 33°20′W / 83.000°N 33.333°W | Frederick E. Hyde Fjord   |                         |
| 83°0′N 28°40′W / 83.000°N 28.667°W | جرينلاند                  | Hans Egede Land         |
| 83°0′N 24°45′W / 83.000°N 24.750°W | المحيط المتجمد الشمالي    |                         |